# Кастелето д'Ерво
Кастелето д'Ерво (итал. Castelletto d'Erro) је насеље у Италији у округу Алесандрија, региону Пијемонт.
Према процени из 2011. у насељу је живело 23 становника. Насеље се налази на надморској висини од 528 м.

## Становништво
| 1936. | 1951. | 1961. | 1971. | 1981. | 1991. | 2001. | 2011. |
| ----- | ----- | ----- | ----- | ----- | ----- | ----- | ----- |
| 461   | 385   | 276   | 245   | 196   | 167   | 153   | 150   |